# Gogangra
Gogangra (Гогангра) — рід риб з підродини Sisorinae родини Sisoridae ряду сомоподібні. Має 2 види. Наукова назва походити від грецького слова окуляри, тобто «Вугор», або goggrone — «зоб».

## Опис
Загальна довжина представників цього роду коливається від 8 до 8,5 см. Голова сплощена, морда широка, округлена на кінці. Очі великі. Верхня щелепа без зубів, на нижній — невеличкі конічні зуби. Мембрана верхньої щелепи погана розвинена. Є 4 пари невеличких вусів. Тулуб стрункий, хвостове стебло подовжене. Скелет складається з 32-35 хребців. Спинний плавець має 6-8 м'яких і 1 жорсткий. Грудні плавці трохи видовжені, з 1 жорстким променем, на передньому краї якої є невеличкі щербини. Жировий плавець невеличкий, розташовано посередині хвостового стебла. Анальний плавець помірно довгий, має 11-15 променів. Хвостовий плавець розрізано, нижня лопать довша за верхню.
Загальне забарвлення блідо-зелене, сірувате. На задній часті голові присутня зеленувата або срібляста пляма.

## Спосіб життя
Це демерсальні риби. Зустрічаються в річках. Вдень ховаються серед каміння біля дна. Активні у присмерку та вночі. Живляться дрібними водними організмами.

## Розповсюдження
Мешкають у басейнах річок Ганг, Меґхна, Ямуна й Брахмапутрf — на території Індії та Бангладеш, можливо також у Непалі та Бутані.

## Види
- Gogangra laevis
- Gogangra viridescens